# Arthur Ullrich
Arthur Ullrich (* 26. März 1894 in Görlitz; † 16. Juni 1969 in Dresden) war ein deutscher Politiker (KPD, SED). Zwischen 1933 und 1945 wurde er mehrfach in Konzentrationslagern inhaftiert. Nach dem Zweiten Weltkrieg war er Funktionär der SED.

## Leben
Arthur Ullrichs Vater war Maurer, seine Mutter Hausfrau. Als der Vater 1897 starb, hinterließ dieser mit ihm noch weitere drei Kinder und deren Mutter als mittellose Witwe. Von 1900 bis 1908 besuchte Ullrich die Volksschule in Görlitz. Seine anschließende Lehre als Elektriker bei der Firma Strobach schloss er 1912 erfolgreich ab. Parallel dazu qualifizierte sich Arthur Ullrich in Form von Abend- und Sonntagslehrgängen an der Maschinenbauschule. Anschließend erfolgte seine Wanderschaft, wie es zu seiner Zeit üblich war nach dem Erlernen eines Berufes. Den Ersten Weltkrieg erlebte er von 1915 bis 1918 als Soldat. Von 1913 bis 1915 sowie von 1918 bis 1921 arbeitete er in der Firma Strobach. 1922 wechselte er als Maschinenbauer in die Maschinenfabrik Roscher, von 1934 bis 1937 war er erneut bei Strobach tätig.
Von seinen Kriegserfahrungen geprägt, begann er 1918 als Vorsitzender eines Soldatenrates zu wirken. Gleichzeitig wurde er Mitglied der Gewerkschaft und der USPD. Als Mitarbeiter der Wochenzeitung Freies Wort intensivierte sich seine politische Arbeit. So gehörte er 1920 zu den Initiatoren der Vereinigung mit der KPD und leistete in dieser Partei drei Jahre Führungsarbeit der kommunistischen Bewegung in Görlitz. Schon 1920 wurde er Leiter der KPD-Ortsgruppe. 1922 bis 1924 war er zugleich Mitglied der Bezirksleitung Cottbus der KPD und von 1925 bis 1933 arbeitete er in der Bezirksleitung Breslau. Ab 1924 als Stadtverordneter tätig, war er bei allen Reichstagswahlen zweiter KPD-Kandidat im Wahlkreis Liegnitz und wurde schließlich 1933 in den Reichstag gewählt, konnte sein Mandat jedoch aufgrund der Annullierung der KPD-Mandate nach der „Machtergreifung“ der Nationalsozialisten nicht annehmen. Mit der Machtübernahme der Faschisten im Januar 1933 war Arthur Ullrich sofort dabei, die politische Arbeit in die Illegalität umzuorganisieren.
Schon im April 1933 erfolgte seine Verhaftung und die Verschleppung ins KZ Breslau-Dürrgoy. Später war er im KZ Esterwegen, einem der Emslandlager, inhaftiert. Nach seiner Haftentlassung 1934 gehörte er gemeinsam mit Ernst Wüsten, dem jüngsten Bruder von Johannes Wüsten, einem Görlitzer Künstler und Antifaschisten, und Liesbeth Rösner zu den Führern der Görlitzer Widerstandsgruppe „Peter“. Sie war die fünfte und größte Widerstandsgruppe und hatte sich nach der Emigration von Johannes Wüsten nach Prag gebildet. Unter Arthur Ullrichs Leitung und in Zusammenarbeit mit dem Studenten Ernst Wüsten verbreitete die Gruppe Widerstandsliteratur und betrieb den illegalen Aufbau der KPD. 1937 erfolgte eine erneute Verhaftung Arthur Ullrichs mit einer Verurteilung zu einem Jahr Gefängnis; nach dieser Haftverbüßung wurde er ins KZ Buchenwald gebracht. Hier nahm er in einem Elektrikerkommando des Lagers an der Widerstandsarbeit teil. Als die meisten SS-Wachmannschaften vor der anrückenden 3. US-Armee geflohen waren, war er an der Übernahme des Lagers durch die Häftlinge beteiligt.
Nach seiner Befreiung kehrte Ullrich nach Görlitz zurück, wurde Vorsitzender der KPD-Kreisorganisation und war von Juni bis August 1945 Leiter des Personalamtes der Stadtverwaltung Görlitz. Nach der Zwangsvereinigung von SPD und KPD 1946 zur SED war er von 1946 bis Anfang 1949 paritätischer, ab 1949 alleiniger Kreisvorsitzender der SED. Von 1946 bis 1949 war er als Stadtverordneter tätig. Von 1948 bis 1958 war er Mitglied des Sekretariats der SED-Landesleitung Sachsen bzw. des Büros der SED-Bezirksleitung Dresden. 1951/52 war er Vorsitzender des Rates des Kreises Meißen. Von 1949 bis 1952 fungierte er als Vorsitzender der Landesparteikontrollkommission Sachsen, von 1952 bis 1958 als Vorsitzender der Bezirksparteikontrollkommission Dresden der SED. Von 1958 bis 1960 war er Vorsitzender der Revisionskommission der SED-Bezirksleitung Dresden.

## Auszeichnungen und Ehrungen
- Vaterländischer Verdienstorden in Silber (1955) und in Gold (1965)
- Karl-Marx-Orden (1969)
- Orden „Banner der Arbeit“
- Nach Arthur Ullrich ist eine Straße in Görlitz-Rauschwalde benannt.
- von 1971 bis 1991 trug die 29. POS in Dresden den Namen „Arthur Ullrich“[1]